# Phellinus
Genre
Phellinus est un genre de champignons (basidiomycota) agaricomycètes de l'ordre des Hymenochaetales, de la famille des Hymenochaetaceae, créé par le mycologue français Lucien Quélet en 1886.
On recense 453 espèces en l'an 2000. Espèce type du genre : Phellinus igniarius (L.) Quél. (1886)
Chair brune, sans boucles, à hyménium orné de spinules brunes comme les Hydnae (Asterodon (en)) et Porae (Phellinus… Inonotus) tous classés aujourd'hui dans les Hymenochaetaceae. 
Fomitoporia Murr. 1907 : Bull. trimestriel Soc. Mycol. France (note 24). Espèce type: Fomitiporia langloisii Murrill (1907) Nom correct:  Phellinus Quél., Enchir. fung. (Paris): 172 (1886)
Les espèces classées en Fomitoporia ont des spores subglobuleuses à paroi dextrinoïde et fortement cyanophile. : P. robustus, punctatus, erectus, hippophaeocola, pseudopunctatus.

## Utilisations
En Australie, les Aborigènes ont utilisé les fruits de Phellinus à des fins médicinales. La fumée des fruits brûlés était inhalée par les personnes souffrant de maux de gorge. Les raclures des fruits légèrement carbonisés étaient bues avec de l'eau pour traiter la toux, les maux de gorge, les "mauvaises poitrines", les fièvres et les diarrhées. On ne sait pas exactement quelles espèces de Phellinus étaient utilisées.

## Mycothérapie
L'utilisation de champignons médicinaux comme aliment et comme thé est courante en Corée. Le champignon Phellinus linteus  est couramment utilisé. Il est connu en Corée sous le nom de Song-gen.

## Synonymie
Amauroderma, Antrodiella, Aurificaria,  Climacocystis, Cyclomyces, Daedalea, Fomes, Fomitopsis, Gloeophyllum, Hapalopilus, Hydnochaete,  Inocutis, Loweporus, Mucronoporus, Nigrofomes, Onnia, Phaeolus, Phylloporia, Polyporus, Pseudoinonotus,  Pycnoporellus, Pyrofomes,  Pyropolyporus, Pyrrhoderma, Scindalma, Spongipellis, Xanthochrous. 

## Espèces
- Phellinus chrysoloma (Fr.) Donk 1971
- Phellinus conchatus (Persoon 1796 : Fries 1821) Quélet 1886
- Phellinus ferreus
- Phellinus ferruginosus
- Phellinus gilvus
- Phellinus hippophaecola, phellinus robustus f.hippophae, phellin de l'argousier
- Phellinus igniarius (Linnaeus 1753 : Fries 1821) Quélet 1886 s.str. (Faux amadouvier)
  - Phellinus igniarius var. alni (Bondartsev 1912) Niemelä 1975
  - Phellinus igniarius var. cinereus Niemelä 1975
- Phellinus juniperinus Bernicchia & S. Curreli 1990
- Phellinus laevigatus (Fries 1874) Bourdot & Galzin 1928
- Phellinus linteus
- Phellinus lundellii Niemelä 1972
- Phellinus nigricans (Fries 1821 : Fries 1821) P. Karsten 1899
- Phellinus pini
- Phellinus pomaceus
- Phellinus populicola Niemelä 1975
- Phellinus rhamni (Bondartseva 1960) H. Jahn 1967
- Phellinus robustus (P. Karst.) Bourdot & Galzin 1928
- Phellinus tremulae (Bondartsev 1912) Bondartsev & P.N. Borisov 1953
- Phellinus trivialis (Bres.) Kreisel 1964
- Phellinus tuberculosus (Baumgarten 1790) Niemelä 1982  (Phellin du prunier)
- Phellinus sulphurascens
- Phellinus weirii